# Olympische Sommerspiele 1908/Teilnehmer (Griechenland)
| Gelbes Symbol für Goldmedaillen mit stilisierten Olympischen Ringen | Graues Symbol für Silbermedaillen mit stilisierten Olympischen Ringen | Braundes Symbol für Bronzemedaillen mit stilisierten Olympischen Ringen |
| ------------------------------------------------------------------- | --------------------------------------------------------------------- | ----------------------------------------------------------------------- |
| —                                                                   | 3                                                                     | 1                                                                       |

Das Königreich Griechenland nahm an den Olympischen Sommerspielen 1908 in London, Großbritannien, mit einer Delegation von 20 Sportlern teil, die drei Silber- und eine Bronzemedaille gewinnen konnte.

## Medaillengewinner

### Silber
| Name                     | Sportart       | Wettkampf       |
| ------------------------ | -------------- | --------------- |
| Konstantinos Tsiklitiras | Leichtathletik | Standweitsprung |
| Konstantinos Tsiklitiras | Leichtathletik | Standhochsprung |
| Michalis Dorizas         | Leichtathletik | Speerwurf       |

### Bronze
| Name               | Sportart | Wettkampf            |
| ------------------ | -------- | -------------------- |
| Anastasios Metaxas | Schießen | Wurfscheibenschießen |

## Teilnehmer nach Sportart

### Leichtathletik
- Georgios Banikas
Stabhochsprung: Sechster

- Stylianos Dimitriou
800 m: Vorrunde
1500 m: Vorrunde

- Michalis Dorizas
Kugelstoßen: k. A.
Diskuswurf (freier Stil): k. A.
Diskuswurf (griechischer Stil): Fünfter
Speerwurf (freier Stil):  Zweiter

- Nikolaos Georgantas
Kugelstoßen: k. A.
Diskuswurf (freier Stil): k. A.
Diskuswurf (griechischer Stil): Sechster
Speerwurf (freier Stil): k. A.

- Nikolaos Kouloumberdas
5 Meilen (8047 m): Vorrunde
Marathon: DNF

- Stefanos Koundouriotis
Stabhochsprung: Neunter

- Anastasios Koutoulakis
Marathon: DNF

- Dimitrios Müller
Dreisprung: 15.

- Michail Paschalidis
100 m: Vorrunde
200 m: Vorrunde

- Georgios Skoutaridis
100 m: Vorrunde
110 m Hürden: Vorrunde

- Konstantinos Tsiklitiras
Hochsprung:  Zweiter
Weitsprung:  Zweiter

- Charalambos Zouras
Speerwurf (Mittelgriff): k. A.
Speerwurf (freier Stil): Vierter

### Radsport
- Ioannis Santorinaios
20 km: Vorrunde
100 km: Vorrunde

### Schießen
- Frangiskos Mavrommatis
Revolver und Pistole: 25.
Schnellfeuerpistole Mannschaft: Siebter
Freies Gewehr Dreistellungskampf Mannschaft: Neunter
Armeegewehr Mannschaft: Siebter

- Anastasios Metaxas
Wurfscheibenschießen:  Dritter

- Georgios Orfanidis
Revolver und Pistole: Siebter
Freies Gewehr Dreistellungskampf Mannschaft: Neunter
Armeegewehr Mannschaft: Siebter
Kleinkalibergewehr liegend: 15.

- Defkalion Rediadis
Revolver und Pistole: 32.
Freies Gewehr Dreistellungskampf Mannschaft: Neunter
Armeegewehr Mannschaft: Siebter

- Alexandros Theofilakis
Revolver und Pistole: 26.
Schnellfeuerpistole Mannschaft: Siebter
Freies Gewehr Dreistellungskampf Mannschaft: Neunter
Armeegewehr: 45.
Armeegewehr Mannschaft: Siebter

- Ioannis Theofilakis
Revolver und Pistole: 29.
Schnellfeuerpistole Mannschaft: Siebter
Freies Gewehr Dreistellungskampf Mannschaft: Neunter
Armeegewehr Mannschaft: Siebter

- Matthias Triantafyllidis
Freies Gewehr Dreistellungskampf Mannschaft: Neunter
Armeegewehr Mannschaft: Siebter